# Marian Clită
Marian Clită (født 1. september 1951 i Crevedia, Rumænien) er en dømt morder.
Den 23. februar 2011 fandt Københavns Byret Clită skyldig i drabet på den norske stewardesse Vera Vildmyren, som fandt sted den 1. marts 2010 på Hotel Scandinavia på Amager i København. Clită blev af byretten idømt 14 års fængsel for drabet og blev udvist fra Danmark for bestandigt. I 2013 blev han sendt til restafsoning i Rumænien.